# Elecciones municipales de 2007 en Valencia
Las elecciones municipales de 2007 se celebraron en Valencia el domingo 27 de mayo, de acuerdo con el Real Decreto de convocatoria de elecciones locales en España dispuesto el 2 de abril de 2007 y publicado en el Boletín Oficial del Estado el día 3 de abril. Se eligieron los 33 concejales del pleno del Ayuntamiento de Valencia mediante un sistema proporcional (método d'Hondt), con listas cerradas y un umbral electoral del 5 %.

## Resultados
Solo dos candidaturas obtuvieron el mínimo del 5% de votos válidos necesario para obtener aspirar a representación. La del Partido Popular obtuvo mayoría absoluta de 21 escaños, mientras que la del Partido Socialista Obrero Español (PSOE) obtuvo los 12 escaños de concejal restantes. Los resultados completos correspondientes al escrutinio definitivo se detallan a continuación:
| Candidatura                                                                                                   | Candidatura                                                                                                   | Votos   | %                               | Concejales                      |
| --- | --- | ------- | ------------------------------- | ------------------------------- |
| | Partido Popular (PP)                                                                                          | 235 158 | 56,67                           | 21                              |
| | Partido Socialista Obrero Español (PSOE)                                                                      | 140 187 | 33,78                           | 12                              |
| Esquerra Unida-Els Verds-Izquierda Republicana: Acord Municipal d'Esquerres i Ecologista (EUPV-VERD-IR:ACORD) | Esquerra Unida-Els Verds-Izquierda Republicana: Acord Municipal d'Esquerres i Ecologista (EUPV-VERD-IR:ACORD) | 19 808  | 4,77                            | 0                               |
| Coalicio Valenciana (CVa)                                                                                     | Coalicio Valenciana (CVa)                                                                                     | 5615    | 1,35                            | 0                               |
| Unió Valenciana-Los Verdes Ecopacifistas (UV-LVE)                                                             | Unió Valenciana-Los Verdes Ecopacifistas (UV-LVE)                                                             | 3279    | 0,79                            | 0                               |
| Esquerra Republicana del País Valencià-Acord Municipal (Esquerra-AM)                                          | Esquerra Republicana del País Valencià-Acord Municipal (Esquerra-AM)                                          | 1070    | 0,26                            | 0                               |
| España 2000 (E-2000)                                                                                          | España 2000 (E-2000)                                                                                          | 775     | 0,19                            | 0                               |
| Por un Mundo Más Justo (PUM+J)                                                                                | Por un Mundo Más Justo (PUM+J)                                                                                | 650     | 0,16                            | 0                               |
| Movimiento por el Cambio y las Libertades (MPCL)                                                              | Movimiento por el Cambio y las Libertades (MPCL)                                                              | 546     | 0,13                            | 0                               |
| Partido Social Demócrata (PSD)                                                                                | Partido Social Demócrata (PSD)                                                                                | 539     | 0,13                            | 0                               |
| Ciudadanos de la Calle-Ciutadans del Carrer (CI.CA)                                                           | Ciudadanos de la Calle-Ciutadans del Carrer (CI.CA)                                                           | 504     | 0,12                            | 0                               |
| Partido Comunista de los Pueblos de España (PCPE)                                                             | Partido Comunista de los Pueblos de España (PCPE)                                                             | 370     | 0,09                            | 0                               |
| Units per Valencia (UxV)                                                                                      | Units per Valencia (UxV)                                                                                      | 369     | 0,09                            | 0                               |
| Democracia Nacional (DN)                                                                                      | Democracia Nacional (DN)                                                                                      | 255     | 0,06                            | 0                               |
| Partido Humanista (PH)                                                                                        | Partido Humanista (PH)                                                                                        | 213     | 0,05                            | 0                               |
| Los Verdes de Europa (LVE)                                                                                    | Los Verdes de Europa (LVE)                                                                                    | 0       | 0,00                            | 0                               |
| Votos en blanco                                                                                               | Votos en blanco                                                                                               | 5644    | 1,36                            | n/a                             |
| Votos válidos                                                                                                 | Votos válidos                                                                                                 | 414 982 | 100,00                          | 33                              |
| Votos nulos                                                                                                   | Votos nulos                                                                                                   | 1820    | Participación: \| \| 68,44 % \| | Participación: \| \| 68,44 % \| |
| Votantes | Votantes | 416 802 | Participación: \| \| 68,44 % \| | Participación: \| \| 68,44 % \| |
| Electores | Electores | 608 976 | Participación: \| \| 68,44 % \| | Participación: \| \| 68,44 % \| |
| | 68,44 % |         |                                 |                                 |

## Concejales electos
Relación de concejales electos:
| N.º | Nombre                                | Lista | Lista |
| --- | ------------------------------------- | ----- | ----- |
| 1   | Rita Barberá Nolla                    |       | PP    |
| 2   | Carmen Alborch Bataller               |       | PSOE  |
| 3   | Alfonso Grau Alonso                   |       | PP    |
| 4   | Silvestre Senent Ferrer               |       | PP    |
| 5   | Rafael Rubio Martínez                 |       | PSOE  |
| 6   | María José Alcón Miquel               |       | PP    |
| 7   | Miquel Domínguez Pérez                |       | PP    |
| 8   | Ana Botella Gómez                     |       | PSOE  |
| 9   | Marta Torrado de Castro               |       | PP    |
| 10  | José Luis Ábalos Meco                 |       | PSOE  |
| 11  | Jorge Bellver Casaña                  |       | PP    |
| 12  | Vicente Igual Alandete                |       | PP    |
| 13  | Carmina del Río Vidal                 |       | PSOE  |
| 14  | María Jesús Puchalt Farinós           |       | PP    |
| 15  | Francisco Lledó Aucejo                |       | PP    |
| 16  | Vicente González Móstoles             |       | PSOE  |
| 17  | Alfonso Novo Belenguer                |       | PP    |
| 18  | Mercedes Caballero Hueso              |       | PSOE  |
| 19  | María Irene Beneyto Jiménez Laiglesia |       | PP    |
| 20  | Ramón Isidro Sanchis Mangriñán        |       | PP    |
| 21  | Juan Ramón Ferrer Mateo               |       | PSOE  |
| 22  | Felix Crespo Hellín                   |       | PP    |
| 23  | Maria Àngels Ramón-Llin Martínez      |       | PP    |
| 24  | Pilar Calabuig Pampló                 |       | PSOE  |
| 25  | Vicente Aleixandre Roig               |       | PP    |
| 26  | Juan Soto Ramírez                     |       | PSOE  |
| 27  | Beatriz Simón Castellets              |       | PP    |
| 28  | Cristóbal Grau Muñoz                  |       | PP    |
| 29  | Julio Such Miralles                   |       | PSOE  |
| 30  | Juan Vicente Jurado Soria             |       | PP    |
| 31  | Lourdes Bernal Sanchís                |       | PP    |
| 32  | Consuelo Orias Gonzalvo               |       | PSOE  |
| 33  | Emilio del Toro Gálvez                |       | PP    |